# Madre Alegría
Madre Alegría  es una película en blanco y negro de Argentina dirigida por Ricardo Núñez Lissarrague según su propio guion escrito en colaboración con Sebastián Rives, Alberto Larrambebere sobre la obra teatral homónima de Luis Fernández de Sevilla y Rafael Sepúlveda que se estrenó el 17 de mayo de 1950 y que tuvo como protagonistas a Amalia Sánchez Ariño, Alberto Bello, Golde Flami y Miguel Gómez Bao. En la película colaboró también el Conjunto infantil del Teatro Infantil Labardén.	

## Sinopsis
La madre superiora de un convento cría una niña abandonada y al cabo de veinte años vuelve la madre biológica arrepentida.

## Reparto
- Amalia Sánchez Ariño
- Alberto Bello
- Golde Flami
- Miguel Gómez Bao
- Norma Giménez
- Alberto de Mendoza
- María Santos
- Graciela Lezica
- Mario Giusti
- Eduardo J. D'Agostino
- Marcelo Levalle
- Cristina Berys
- Delma Montarte
- Sara Rudoy
- Aurelio Donato
- Ricardo de Rosas
- Norma Key
- Mónica Linares
- Adela Velich
- Trudy Gesell
- Marcelo Lavalle

## Comentarios
Manrupe y Portela escriben que es un quickie condescendiente de tono menor, King afirmó que la película logra el clima exacto y la revista Set opinó que es una “comedia blanca llevada sin altibajos notorios y con una realización correcta”. Por su parte la crónica de Noticias Gráficas dijo:

”Agradable a la vista, simpática al corazón…película sana, optimista y reconfortante.”